# Villa Julia

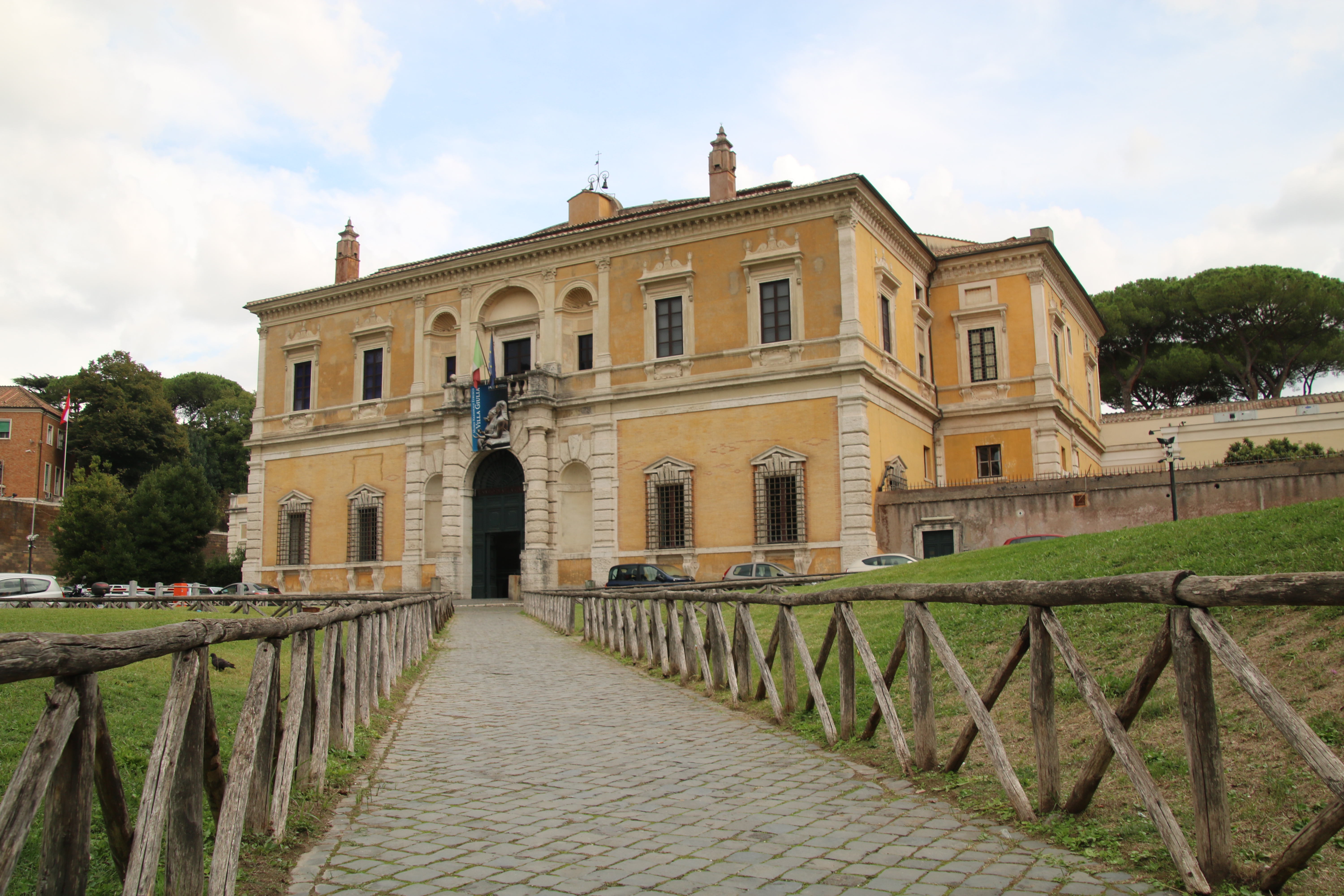
Fachada urbana.

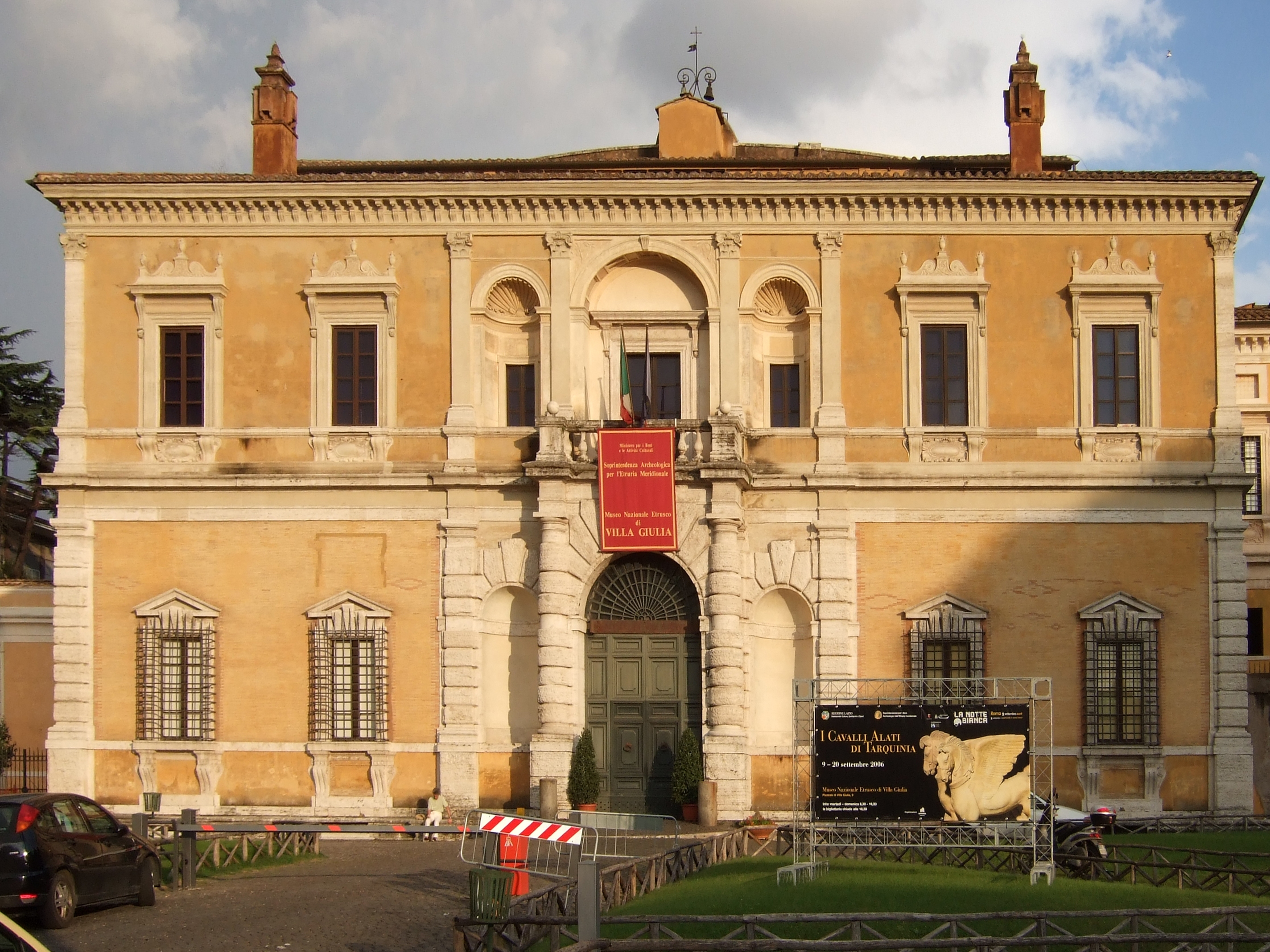
Fachada de la Villa Julia.

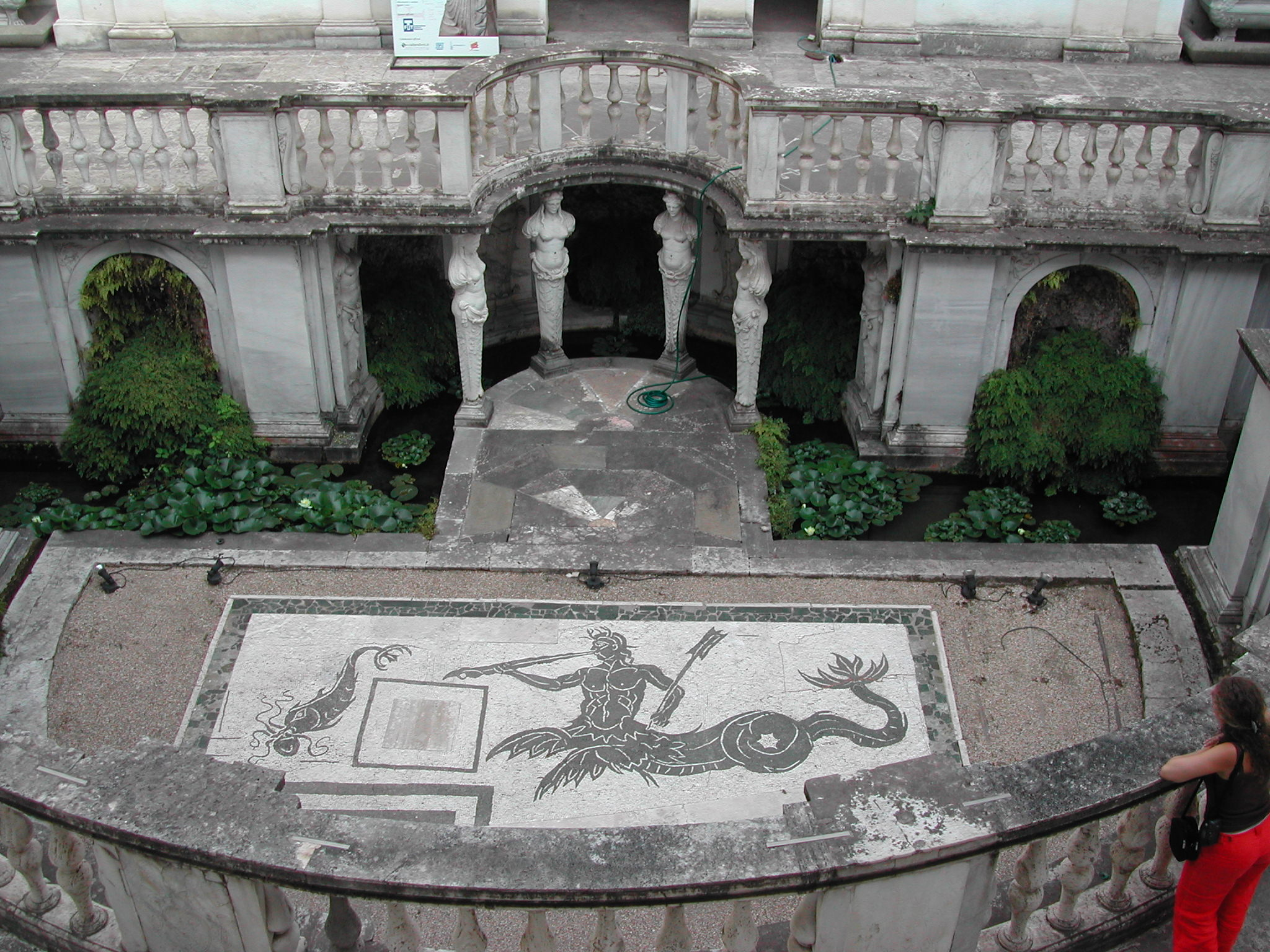
El Ninfeo.

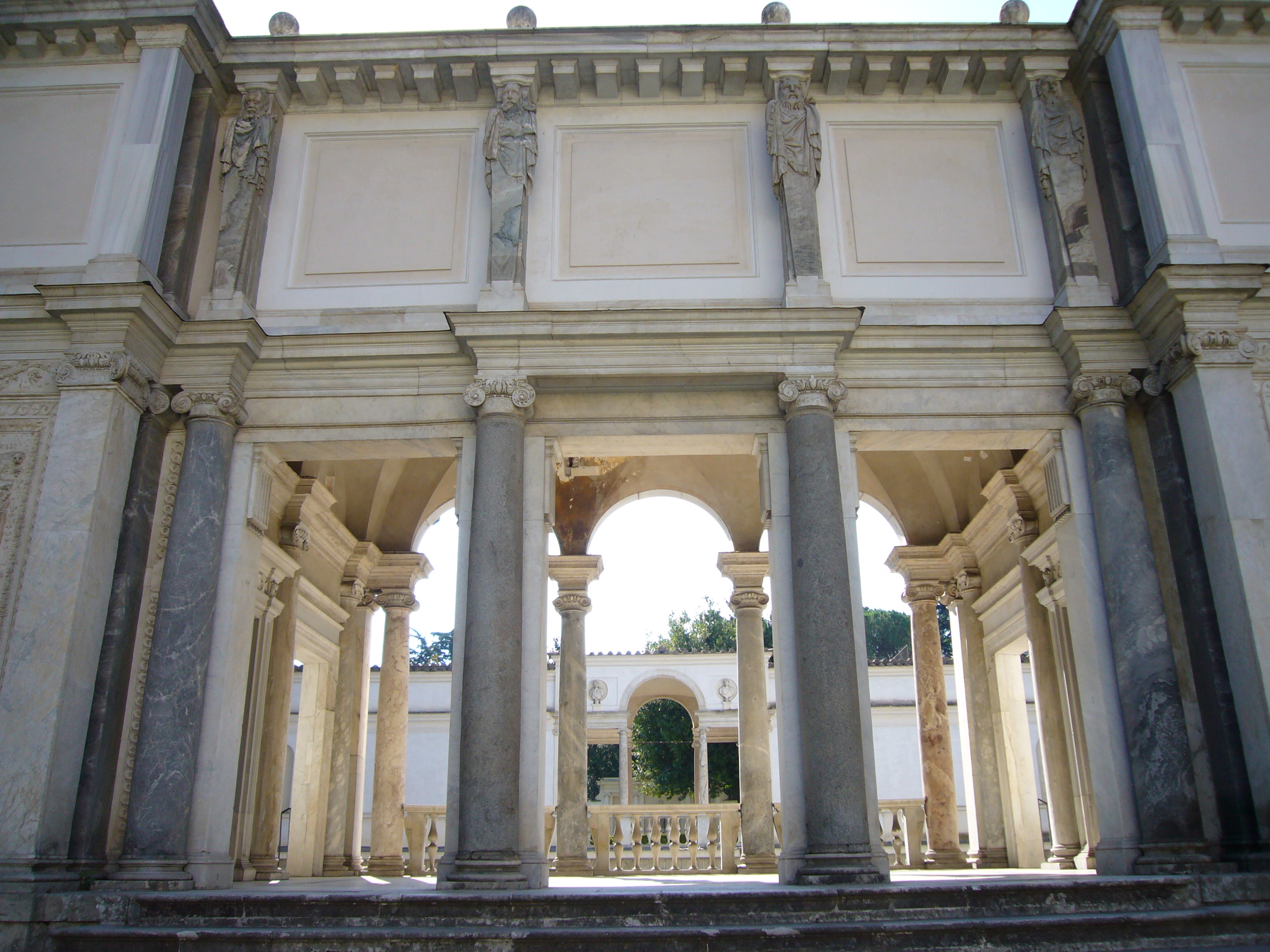
Villa Giulia: loggia verso il Ninfeo

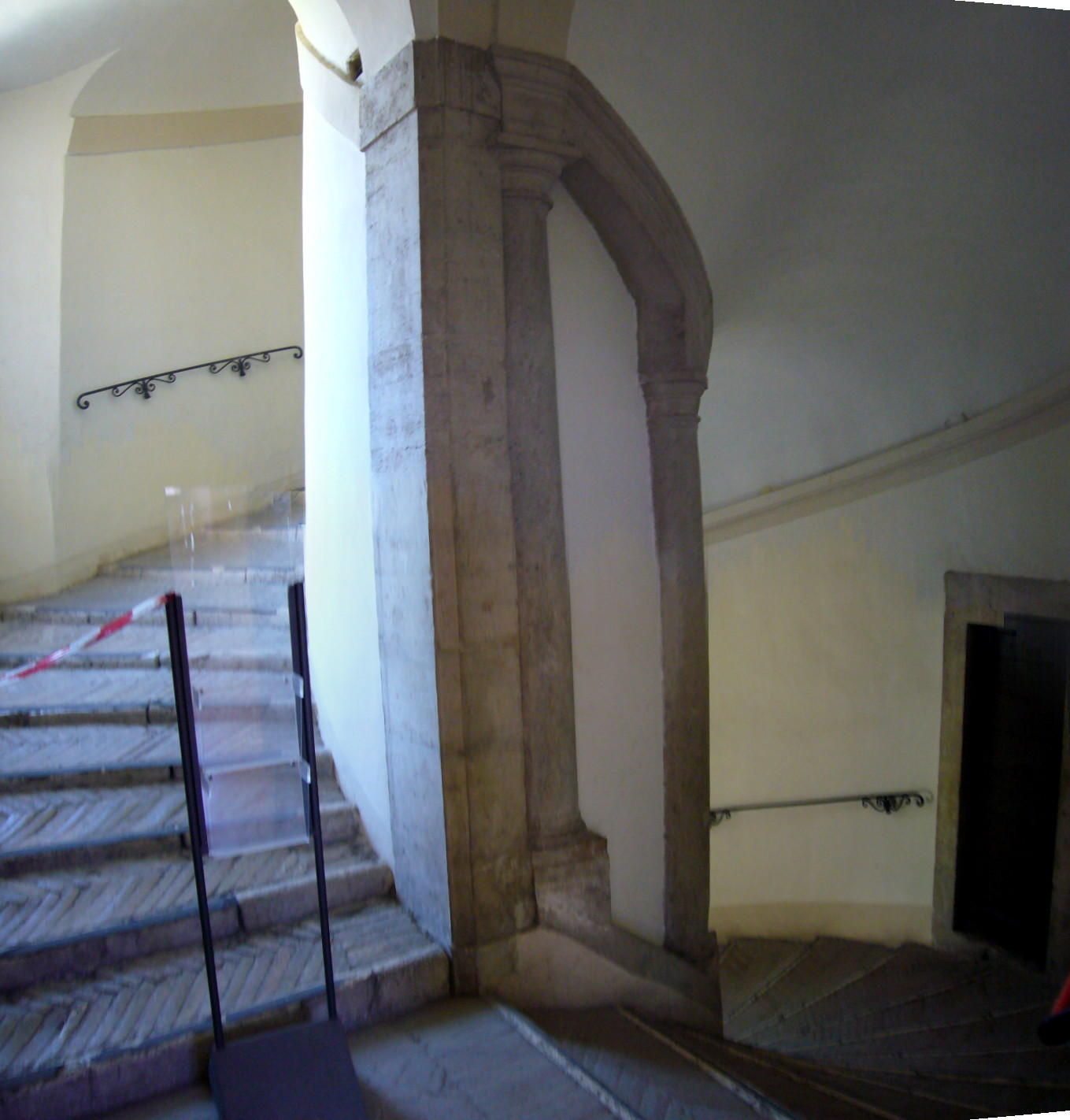
Interior.

La Villa Julia (en italiano, Villa Giulia) es una villa en Roma, Italia. Fue construida por el papa Julio III entre los años 1550 y 1555 en lo que era en ese entonces los límites de la ciudad. Hoy en día es una propiedad pública y alberga el Museo Nacional Etrusco, una impresionante colección de arte y artefactos etruscos. Del nombre de su comitente deriva su nombre.

## Historia

### Ubicación
La villa fue construida en una área de Roma conocida como Vigna Vecchia, enclavada en las laderas del monte Parioli, como una villa suburbana y lugar de reposo.

### Diseño
El papa Julio III, un gran conocedor de las artes, asignó el diseño inicial de la construcción a Jacopo Vignola en 1551 hasta 1553. En todo caso, el ninfeo y otras estructuras de los jardines fueron diseñados por Bartolomeo Ammannati, todo bajo la supervisión de Giorgio Vasari. Miguel Ángel también trabajó aquí. El papa Julio tuvo un interés directo en el proyecto y gastó grandes cantidades de dinero en aumentar la belleza de la villa, la que llegó a convertirse en uno de los ejemplos más delicados de la arquitectura manierista.
Sólo una pequeña parte de la propiedad original ha sobrevivido intacta, comprendiendo tres viñas que se extienden hasta el Tíber. La villa, como era costumbre, tenía una entrada urbana y otra rural, por lo que se encontraba en el umbral entre estos dos mundos, un concepto esencial en Roma. Una medalla acuñada en 1553 muestra la villa completa, pero con un par de cúpulas que nunca fueron construidas.
El frente urbano de la construcción es una sombría fachada de dos pisos. En su centro tiene un rústico arco de triunfo ricamente detallado y flanqueado por dos bahías simétricas. La fachada termina en cada borde con pilastras dóricas. La parte de atrás de la construcción tiene una logia con vista hacia el primero de los tres patios. En la parte trasera el visitante a través de la casina y que lleva la corazón del complejo: un Ninfeo de dos pisos. Esta estructura de logias cubiertas, decorada con estatuas de mármol, está construida alrededor de una fuente central. Esta fuente, Fontana dell'Acqua Vergine, fue diseñada y esculpida por Vasari y Ammannati.
El Casino della Vigna, como era conocida en ese entonces, y sus jardines, fueron emplazados en medio de viñedos.

### Historia posterior
Tras la muerte de Julio III, su sucesor, el papa Pablo IV, confiscó todas las propiedades que se habían reunido; la villa fue dividida y la construcción principal y parte de los jardines se convirtieron en propiedad de la Cámara Apostólica. Fue restaurada en 1769 gracias a la iniciativa del papa Clemente XIV, confiscada por el nuevo estado de Italia en 1870 y entregada al Museo Nacional Etrusco a principios del siglo XX.